# Klemmbinder

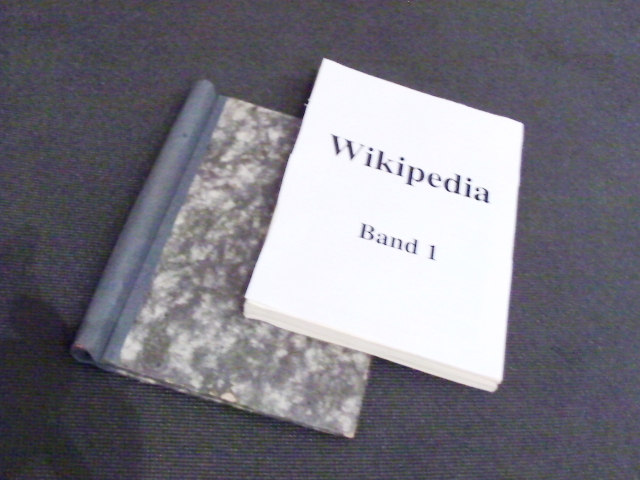
Klemmbinder und Lose-Blatt-Sammlung

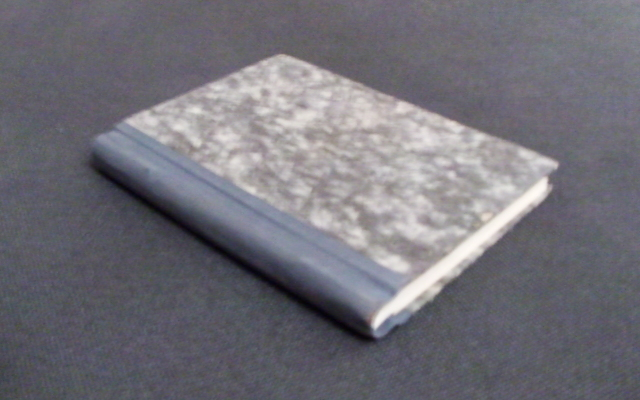
Blätter eingeheftet

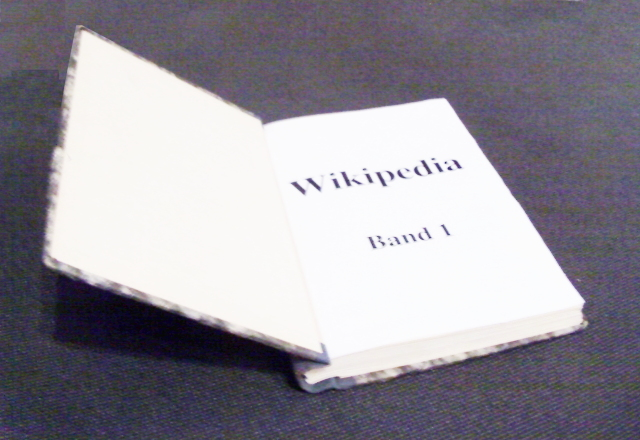
Maximale Öffnung

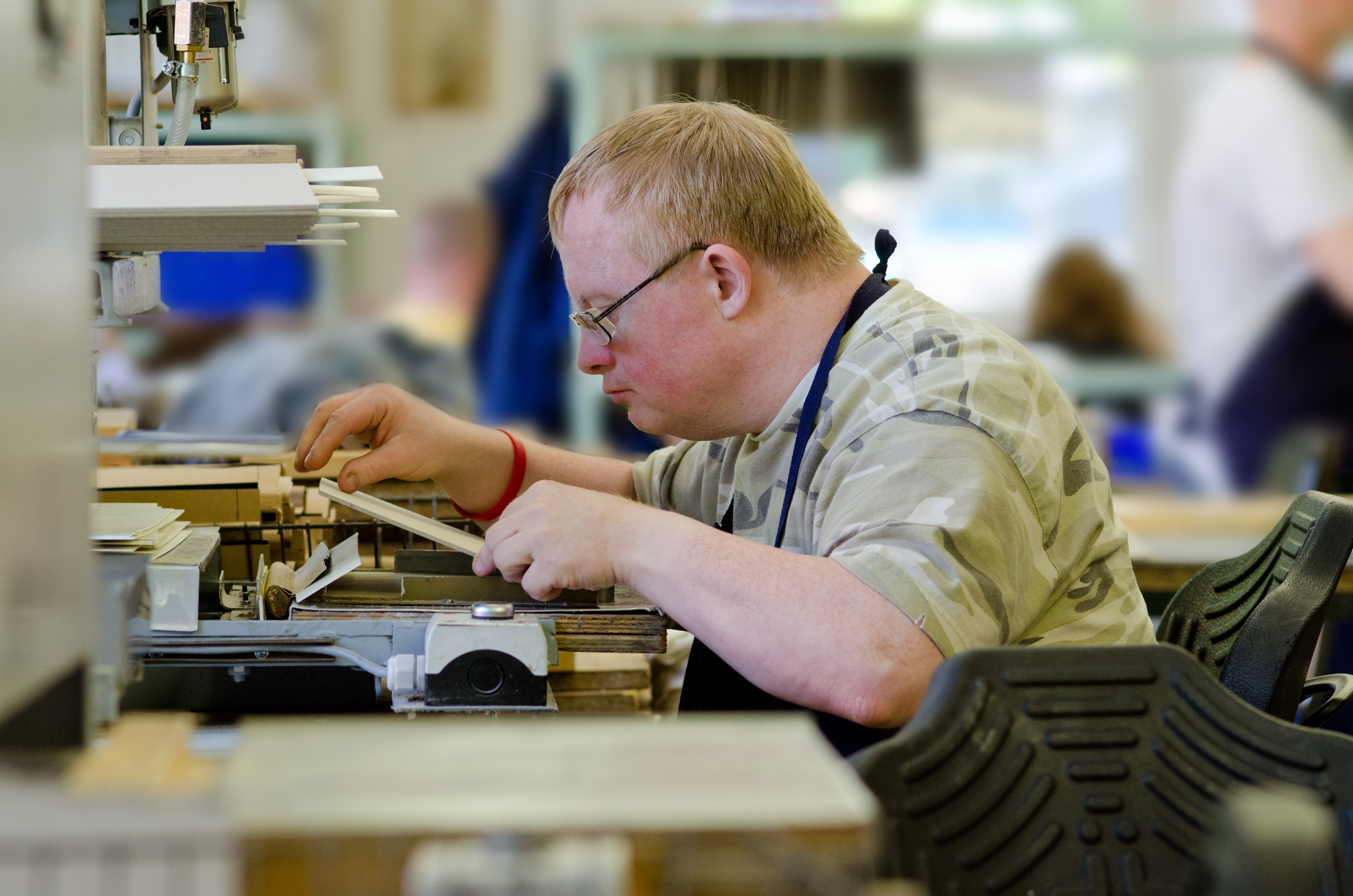
FAIRklemmt-Produktion in der Lebenshilfe Harzkreis-Quedlinburg

Ein Klemmbinder ist ein Gerät zum schnellen und wiederholten Binden von Lose-Blatt-Sammlungen zu Büchern.
Der Klemmbinder ähnelt einem Hardcover-Einband mit einem Buchrücken und zwei Buchdeckeln. Im Buchrücken ist jedoch eine Stahlfeder (oder bei dünnen Klemmbindern eine Klemmschiene aus Kunststoff) enthalten, deren Aufgabe es ist, später den Buchblock zusammenzuhalten. Werden die Buchdeckel um mehr als ca. 270° auseinandergedrückt, so öffnet sich die Feder, und der Buchblock kann eingelegt, entnommen, durch einzelne Blätter ergänzt oder um einzelne Blätter reduziert werden. Der Vorgang dauert nur wenige Sekunden, und das fertig gebundene Buch ähnelt einem Buch mit Hardcover-Einband. Typische Formate sind DIN A4 und A5, die maximale Füllhöhe beträgt gewöhnlich 2 cm.
Im Gegensatz zu anderen Bindeverfahren lässt sich der Einband wiederverwenden, indem man den alten Buchblock entfernt und durch einen neuen ersetzt. Auf diese Weise kann der Klemmbinder für immer neue Inhalte benutzt werden. Ferner werden zum Binden keine Maschinen benötigt. Da der Buchblock weder verleimt, noch geklammert noch vernäht sein muss, lässt er sich jederzeit entnehmen und als Kopiervorlage für weitere Exemplare verwenden. Außerdem werden die Blätter nicht beschädigt, wie dies etwa beim Lochen der Fall ist. 
Klemmbinder wurden daher in der Vergangenheit vielfach von Bibliotheken verwendet, als Bücher noch häufiger in Lieferungen erschienen, d. h. es wurden nach und nach einzelne Teile des Buches veröffentlicht und ungebunden ausgeliefert. Der Käufer konnte die bereits vorhandenen Lieferungen in einem Klemmbinder aufbewahren und benutzen, bis dann, nach dem Erscheinen der letzten Lieferung, das Buch einen festen Einband erhielt. 
In der DDR gehörte ein Klemmbinder im DIN-A5-Format zur typischen Ausstattung eines Erstklässlers. Dieser wurde im Verlauf des Schuljahres mit Übungszetteln befüllt, die nach und nach verteilt wurden.
Noch heute werden Klemmbinder in Weddersleben im Vorharz hergestellt. Aus der Tradition einer Papier-Manufaktur von 1549 wurde 1990 die Produktion von VEB Kartonagen Quedlinburg in der neu gegründeten Lebenshilfe Harzkreis-Quedlinburg fortgeführt. Hier wird Menschen mit geistiger, körperlicher und psychischer Behinderung eine verantwortungsvolle Arbeit ermöglicht. In Handarbeit entstehen hier Produkte in hochwertigem Design. Unter der Marke FAIRklemmt werden die langlebigen Klemmbinder sowie weitere Artikel für Büro, Präsentation und Gastronomie vertrieben. 
Bei Briefmarkensammlern sind Klemmbinder beliebt als Einband von Alben mit Vordruckblättern.